# 42 Broadway
42 Broadway, auch bekannt als Empire Trust Building ist ein 21-stöckiges Bürogebäude am Broadway in Manhattan, New York City. Mit einer Höhe von 81 Metern war es zum Zeitpunkt der Fertigstellung im Jahr 1904 eines der höchsten Gebäude der Umgebung. Es war eines der größten Werke von Henry Ives Cobb, der auch mit der Planung des Liberty Towers beschäftigt war.

## Geschichte
Die Jahre um die Jahrhundertwende 1900 waren durch einen starken Bauboom in New York City geprägt. Durch neue Baumöglichkeiten und dem erstmaligen Einsatz von Fahrstühlen, wie im Beaver Building, konnten immer größere Höhen erreicht werden. 1902 zog Henry Ives nach New York, nachdem er mit dem Bau eines Gebäudes mit der Adresse Broadway 42 beauftragt worden war. Hauptmerkmale sind die reich verzierte Fassade und der beeindruckend gestaltete Eingangsbereich, aus Lahnmarmor mit jeweils zwei vergoldeten „42“-Hausnummern. Ein Novum waren die 12 Lifte die in das Gebäude eingebaut wurden, die eine Kapazität von bis zu 5000 Menschen am Tag haben.
Durch die unmittelbare Nähe zur Wall Street, Bowling Green und dem Standard Oil Building zählt 42 Broadway zu den Top-Adressen im südlichen Manhattan. In dem Gebäude sind heute überwiegend Finanzdienstleister untergebracht wie auch die Chase Manhattan Bank, die hier eine Filiale unterhält.